# Pajep Tjuolmajaure
Pajep Tjuolmajaure är en sjö i Kiruna kommun i Lappland och ingår i Torneälvens huvudavrinningsområde. Sjön har en area på 2,1 kvadratkilometer och ligger 709 meter över havet. Pajep Tjuolmajaure ligger i Torne och Kalix älvsystem Natura 2000-område. Sjön avvattnas av vattendraget Skittsekallojåkkå.

## Delavrinningsområde
Pajep Tjuolmajaure ingår i det delavrinningsområde (762399-168068) som SMHI kallar för Utloppet av Pajep Tjuolmajaure. Medelhöjden är 856 meter över havet och ytan är 24,33 kvadratkilometer. Det finns ett avrinningsområde uppströms, och räknas det in blir den ackumulerade arean 36,78 kvadratkilometer. Skittsekallojåkkå som avvattnar avrinningsområdet har biflödesordning 3, vilket innebär att vattnet flödar genom totalt 3 vattendrag innan det når havet efter 502 kilometer. Avrinningsområdet består mestadels av kalfjäll (90 procent). Avrinningsområdet har 2,38 kvadratkilometer vattenytor vilket ger det en sjöprocent på 9,8 procent.